# Kefar Szemu’el
Kefar Szemu’el (hebr.: כפר שמואל) – moszaw położony w samorządzie regionu Gezer, w Dystrykcie Centralnym, w Izraelu.
Leży w Dolinie Ayalon w Szefeli, w otoczeniu wioski Bet Chaszmonaj, moszawów Azarja, Miszmar Ajjalon i kibucu Gezer.

## Historia
Pierwotnie istniała tutaj arabska wioska Innaba, której mieszkańcy uciekli podczas wojny o niepodległość w 1948.
Współczesny moszaw został założony 4 stycznia 1950 przez imigrantów z Rumunii. Nazwano go na cześć syjonistycznego rabina Stephena Samuela Wise (1874-1949).

## Kultura i sport
W moszawie znajduje się ośrodek kultury oraz boisko do piłki nożnej.

## Gospodarka
Gospodarka moszawu opiera się na intensywnym rolnictwie.

## Komunikacja
Na wschód od moszawu przebiega autostrada nr 1  (Tel Awiw–Jerozolima), a na północ autostrada nr 431  (Riszon le-Cijjon–Kefar Szemu’el), brak jednak bezpośredniego wjazdu na nie. Przy moszawie od strony południowo-zachodniej przebiega droga nr 424 , którą jadąc w kierunku zachodnim dojeżdża się do wioski Bet Chaszmonaj i moszawów Azarja oraz Jad Rambam, natomiast w kierunku wschodnim dojeżdża się do kibucu Gezer i moszawu Miszmar Ajjalon.